# Гітопадеша
Гітопадеша («Дружня настанова») — дидактична обрамлена індійська повість, створена на санскриті у Бенгалії (X—XIV ст.), написана, очевидно, Нараянашармою. Являє собою незалежне перекладення більш давньої збірки оповідань, байок і притч «Панчатантра» («П'ятикнижжя»), що ймовірно сформувалася в епоху Гуптів (II—VI ст. н. е.). Розповіді з цієї книги розійшлися по багатьох країнах.

У 1829—1831 роках Лассен спільно з Августом Вільгельмом фон Шлегелем випустив критичне, забезпечене коментарями видання «Гітопадеша». Поява цього видання стала початковою точкою в критичному вивченні санскритської літератури.